# Mirosternus stenarthrus
Mirosternus stenarthrus là một loài bọ cánh cứng thuộc họ Ptinidae.